# لويجي غونزاغا
لويجي غونزاغا (باللاتينية Aloisius Gonzaga) (كاستليوني ديلي ستيفييري، 9 مارس 1568 - روما، 21 يونيو 1591) يسوعي إيطالي . ابن فيرانتي غونزاغا ماركيز كاستليوني ديلي ستيفييري و مارتا دي تانا ، ويعتبره الكاثوليك قديساً.

## روابط خارجية
- لويجي غونزاغا على موقع الموسوعة البريطانية (الإنجليزية)